# Stengel & Co.

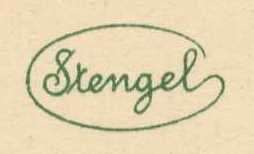
Logo der Firma Stengel & Co. auf einer ihrer Ansichtskarten

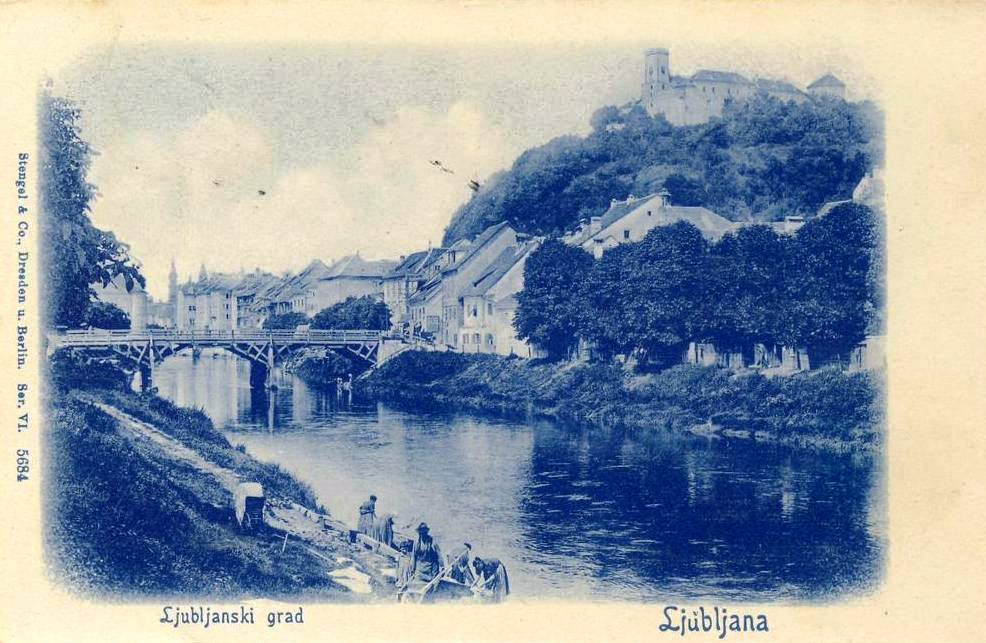
Ljubljana; Ansichtskarte Serie VI, Nummer 5684, Lichtdruck in blau, um 1898

Die Kunstanstalt Stengel & Co. war eine seit 1905 bestehende GmbH in Dresden. Gegenstand des Unternehmens war die Herstellung und der Vertrieb von Gegenständen des Lichtdrucks, Steindrucks und Buchdrucks sowie Kunstverlag, insbesondere der Fortbetrieb des in Dresden bereits unter der Firma Stengel & Co. bestehenden, dem Kunstanstaltsbesitzer Emil Stengel gehörig gewesenen Fabrik- und Handelsgeschäftes. Sie gehörte zu den größten deutschen Exporteuren von Ansichtskarten.

## Geschichte

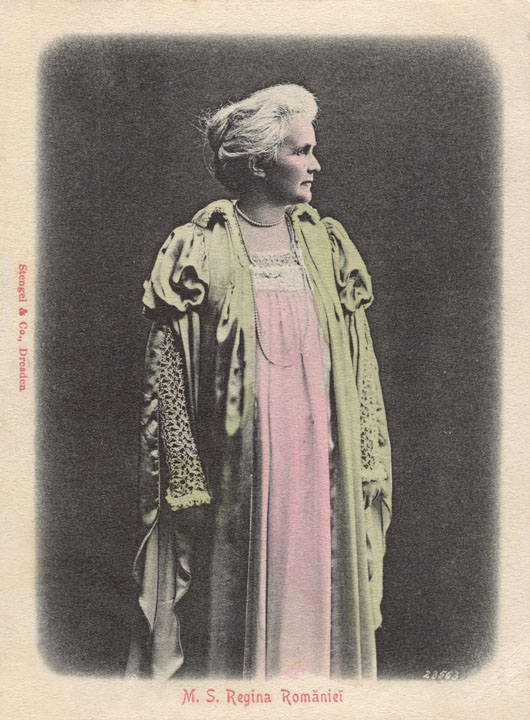
Elisabeth zu Wied, Königin von Rumänien, handschriftlich nummeriert: 23563

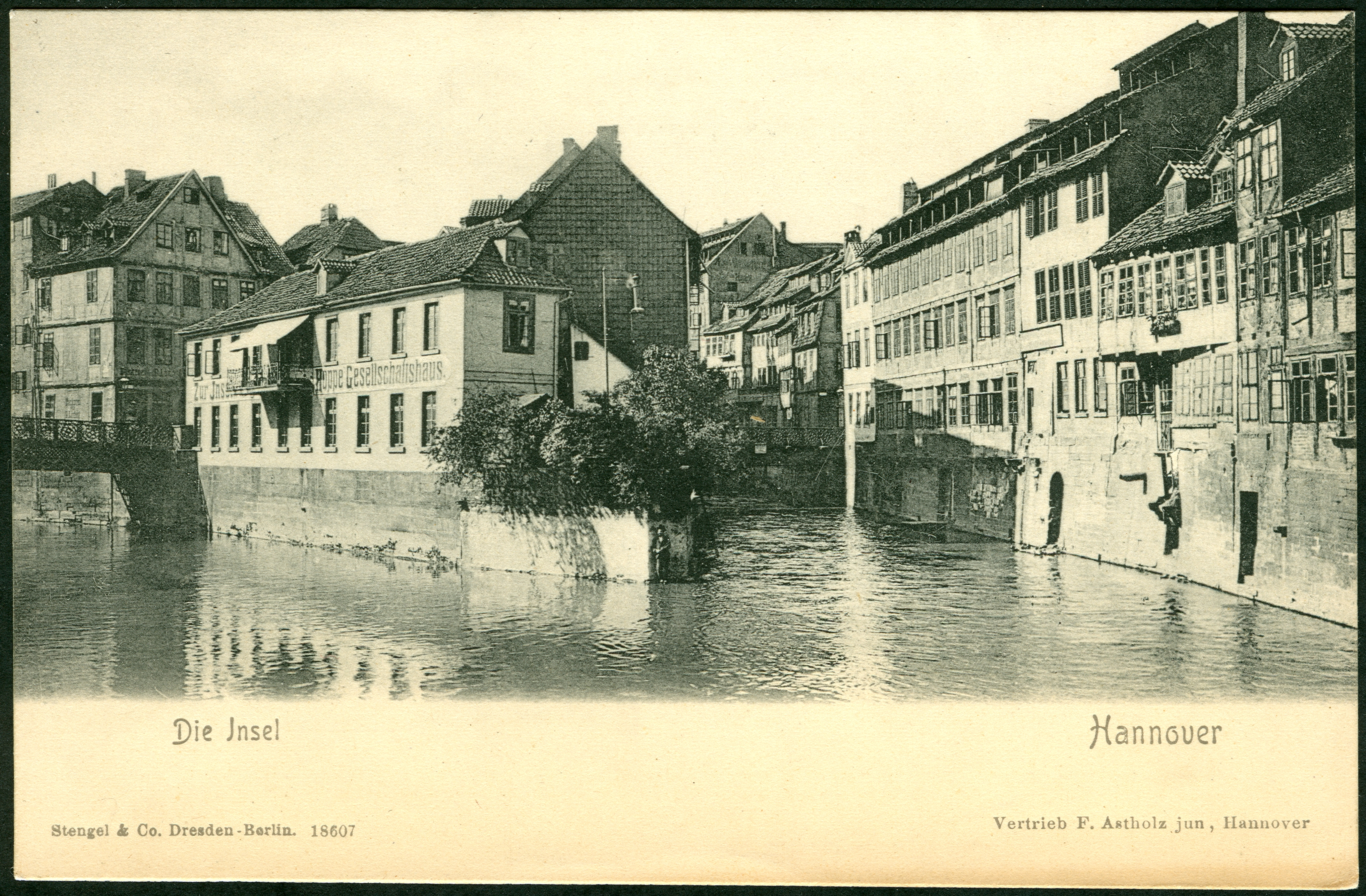
Nummer 18607 in Schwarz-weiß (Leineinsel Klein-Venedig); Vertrieb: F. Astholz jun, Hannover; um 1900

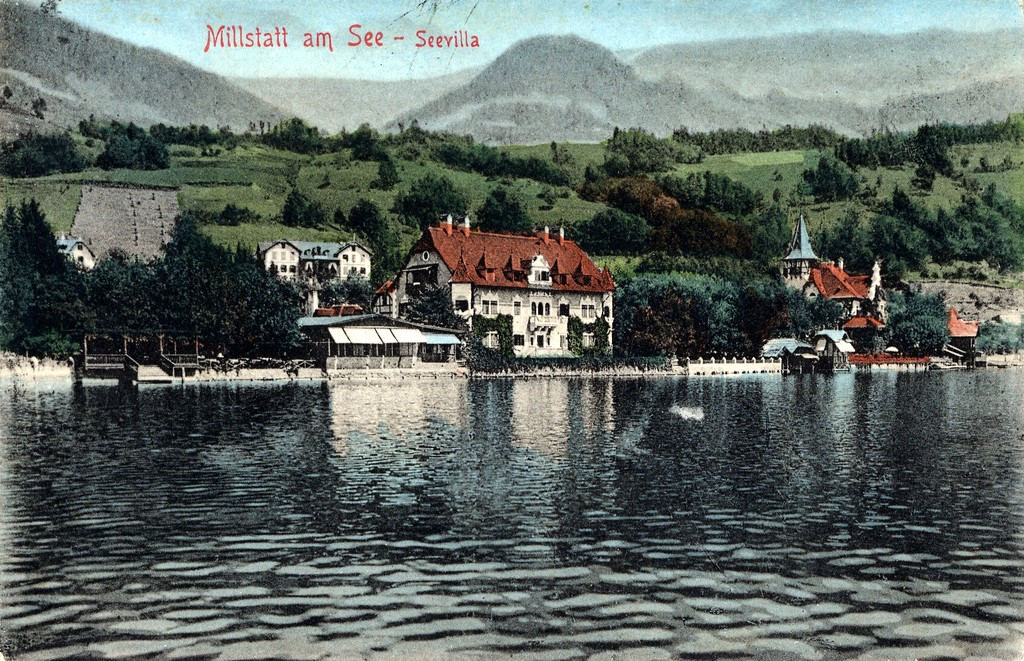
Millstatt, Österreich-Ungarn, koloriert

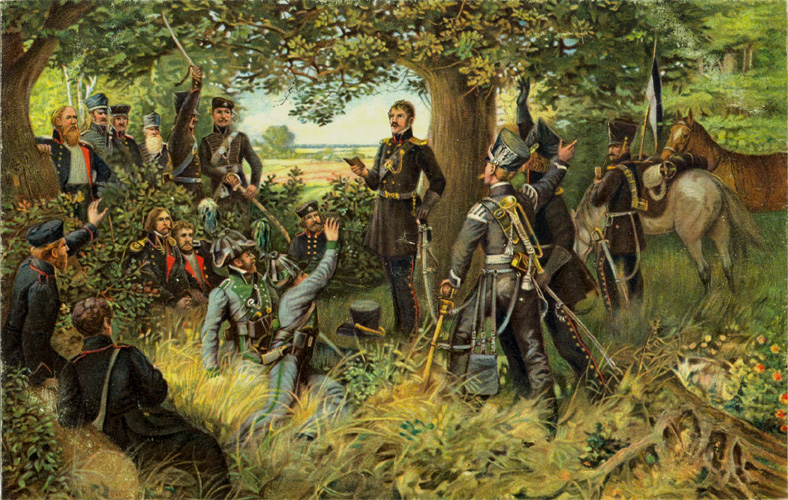
Theodor Körner nach Richard Knötel, sogenannte Kunst- oder Künstlerpostkarte

1885 wurde die ursprüngliche Firma Stengel & Co. gegründet, und produzierte bereits 1888 rund 6.000 Karten täglich. Die verschiedenen Ansichten erschienen schon vor 1900 in verschiedenen Serien und waren, zum Beispiel auf einer Ansichtskarte von Laibach, laufend bis zu fünfstellig nummeriert.
1891 lobte der Verlag unter der Adresse Elisabethufer 56 in Berlin ein Preisausschreiben aus für den Entwurf von Gratulations-Postkarten mit figuralen Darstellungen für verschiedene Feiertage. Neben Ansichts- und Grußkarten reproduzierte Stengel & Co. auch Porträts bekannter Persönlichkeiten, etwa des Generals Berthold Deimling.
1897 war die Firma mit „kunstvoll in Photographie und Lichtdruck ausgeführten Albums, Post- und Gratulationskarten und den Landschaftenverlag“ auf der Sächsisch-thüringischen Industrie- und Gewerbe-Ausstellung in Leipzig vertreten.
Stengel & Co. produzierte vor 1900 ganze Serien von Ortsansichten: „Ganz unter dem Zeichen der Natur- und Heimatschutzbewegung dieser Zeit und der sich daraus entwickelnden romantisierenden Sicht auf Stadt und Land“ entstand zum Beispiel 1897 die Lichtdruckserie von Emden.
Aus der Zeit um 1900 produzierte Stengel & Co. eine Serie von Ansichtskarten von dem slowenischen Ort Celje.
Ebenfalls um 1900 erschien die Ansichtskarte Nummer 18607 mit einer Aufnahme der Leineinsel Klein-Venedig in Hannover; der Zudruck auf der Bildseite wies ausdrücklich den Hannoveraner F. Astholz jun für den Vertrieb aus.
Die beiden Geschäftsführer der 1905 gebildeten GmbH waren die Kaufleute Joseph Keller (1871–1933) und Johann Richard Rumpel, beide aus Dresden. Prokura war dem Photochemiker Eugen Arthur Kolbe in Dresden erteilt worden.
Im Zeitraum von 1906 bis 1908 gab die Firma für US-amerikanische Auftraggeber eine allgemeine Anleitung in Englisch heraus, wie und unter welchen Umständen Stengel & Co. für die Auftraggeber tätig werden konnte. Mindestabnahmemenge für von Stengel gedruckte und durch Maschinen gefärbte Artochrom-Postkarten war zeitweilig 3.000 Stück.
Durch rechtskräftiges Urteil der l. Strafkammer der Staatsanwaltschaft Breslau vom 26. Februar 1907 wurden die aus dem Verlag von Stengel & Co. mit den Nummern 26 952, 29 893 und 29 709 als verbotene Druckschriften eingestuft und durften nicht mehr öffentlich ausgelegt werden. Es handelte sich dabei um drei Gemäldereproduktionen, darunter das Urteil des Paris von Rubens. 1911 wurde in ähnlicher Weise u. a. gegen die von Allegri Antonio Corregio signierte Künstlerkarte Io empfängt den Kuss Jupiters im Verlag von Stengel & Co. vorgegangen.
Als Großauftrag realisierte die Firma in den Jahren 1908/10 in zehn Lieferungen zu je zehn Bildern Die Schutzhütten und Unterkunftshäuser in den Ostalpen sowie ein Register und Routen-Verzeichnis zu dem Sammelwerk Die Schutzhütten und Unterkunftshäuser in den Ostalpen für den Deutschen und Österreichischen Alpenverein (DuÖAV).
Unter der Adresse Bärensteiner Straße 21 in Dresden warb das Unternehmen auch für die Herstellung und das Bedrucken verschiedener Kartonagen, zum Beispiel für „Faltschachteln, Gürtelschachteln, Schiebeschachteln, Umkartons in allen Ausführungen für alle Branchen“. Auf einem Werbeplakat warb die Firma auch mit einer dargestellten Schachtel der Marke Chlorodont und den Zigaretten-Hersteller Georg A. Jasmatzi.
In den 1920er Jahren war der spätere Schriftsteller Reinhold Schneider kaufmännisch für das Unternehmen tätig.
1933 starb der geschäftsführende Gesellschafter, Direktor und Handelsgerichtsrat Joseph Keller, der das Unternehmen in 37-jähriger Tätigkeit zu dem damaligen Umfang entwickelt hatte.
Stengel & Co. bestand bis 1944, produzierte aber nach den ersten Luftangriffen auf Dresden im Zweiten Weltkrieg nicht mehr.
Nach dem Adressbuch des deutschen Buchhandels von 1948 ging das verbliebene Eigentum über in die Dresdener Verlagsges. mbH, Dresden, die letztmals 1950 verschiedene Drucke produzierte.